# Lijst van voetbalinterlands Bangladesh - Jordanië (vrouwen)
Deze lijst van voetbalinterlands is een overzicht van alle officiële voetbalinterlands tussen de nationale vrouwenteams van Bangladesh en Jordanië. De landen hebben tot nu toe twee keer tegen elkaar gespeeld.

## Wedstrijden
| № | Plaats   | Datum             | Competitie                                | Wedstrijd             | Uitslag |
| - | -------- | ----------------- | ----------------------------------------- | --------------------- | ------- |
| 1 | Tasjkent | 19 september 2021 | Aziatisch kampioenschap 2022 kwalificatie | Bangladesh − Jordanië | 0 − 5   |
| 2 | Amman    | 3 juni 2025       | Vriendschappelijk                         | Jordanië − Bangladesh | 2 − 2   |

## Samenvatting
| Competitie                           | Totaal gespeeld | Winst Bangladesh | Gelijk | Winst Jordanië | Doelsaldo Bangladesh – Jordanië |
| ------------------------------------ | --------------- | ---------------- | ------ | -------------- | ------------------------------- |
| Aziatisch kampioenschap kwalificatie | 1               | 0                | 0      | 1              | 0 − 5                           |
| Vriendschappelijk                    | 1               | 0                | 1      | 0              | 2 − 2                           |
| Totaal                               | 2               | 0                | 1      | 1              | 2 − 7                           |